# نادية هاشم
نادية محمد طاهر هاشم هِي صَحفية وسِياسِيّة وكاتبة أُردُنيَّة، شَغلت مَنصب وَزيرة الدَّولة لِشؤون المَرأة في الفَترة من أيار (مايو) 2012 إلى تشرين الأول (أكتوبر) 2012. وكانَت أول امرأة «وزيرة دولة لشؤون المرأة» في الأردن.

## المؤهلات العلمية
حملت ناديَة هاشم دَرجة البكالوريوس في الرِّياضيات التي تلقتها من جامِعة ميدلسيكس في لندن وتخصصت في الجبر. حصلت على درجة الماجستير من معهد الأمم المتحدة للإدارة العامة في عمّان.

## المهنة
عملت في بنك لويدز في المملكة المتحدة وفي قسم المبيعات في فندق الأردن إنتركونتيننتال. وكتبت عموداً أسبوعياً في صحيفة الرأي الأردنية وأعدت عدة برامج للتلفزيون الأردني؛ ثم عملت في مجال البحوث. وكانت عضوة في فريق تحرير مجلة «وسام»، وهي مجلة شهرية للأطفال تصدرها وزارة الثقافة (2006-2009). وهي عضوة في اتحاد الكتّاب والأدباء الأردنيين، واللجنة الوطنية لتعليم حقوق الإنسان، وجمعية عيبال الخيرية. كما كانت رئيسة الجمعية الوطنية للحرية والنهج الديمقراطي (جند) منذ سنة 2006
هِيَ رَئيسة الجَمعيَّة الوَطَنِيّة لِتعزيز الحُرية والديمقراطية، والدَّعوة لِمُجتمع يَدعم المُشارَكَة الديمقراطية.
عُيِّنت أيضاً وَزيرة الدَّولة لِشؤون المَرأة في الحُكومة الثانية لفايز الطراونة، التي تَشكلت في 2 أيار/مايو 2012. أنشئ المَكتَب الذي تَشغَلُهُ نادية هاشم بتعيينها. لم تُعين نادية في الحُكومة التالية التي شكلها عبد الله النسور في 11 تشرين الأول/أكتوبر 2012. وتم إلغاء المكتب أيضاً.

## أعمالها الأدبية
تشمل بعض أعمالها الأدبية ما يلي:
- «الوادي السعيد»، قصص للأطفال، دار غسان، عمّان، 1990.
- «الأطفال الشجعان ولصوص الآثار»، قصص للأطفال، دار الغزو، عمّان، 1991.
- «شموع وزهور وحجارة»، شعر، مطبعة التوفيق، عمّان، 1992.
- «آيات كونية»، سلسلة قصص دينية للأطفال، مؤسسة البيرق، عمّان، 1992.
- «وجوه خلف الأقنعة»، قصص، دار النهضة، عمّان، 1993.
- «الصياد الصغير»، قصص للأطفال، دار البيرق، عمّان، 1993.
- «مغامرة على الطريق»، قصص للفتيان، عمّان، 1996.
- «صرخة من جوف الأعماق»، قصص، أمانة عمّان الكبرى، عمّان، 1999.
- «شجرة الزيتون»، قصة طويلة للأطفال، عمّان، 2008.
- «حجاب من نوع آخر»، رواية، عمّان، 2010.